# Vanderkloof
Vanderkloof is een dorp gelegen in de gemeente Renosterberg in de Zuid-Afrikaanse provincie Noord-Kaap. Het ligt op de zuidelijke oever van de Oranjerivier bij de Vanderkloofdam en 9 km noordoostelijk van Petrusville. In de buurt van het dorp ligt ook het Rolfontein Natuarreservaat. Het "Douglas Hey-navorsingsinstituut voor meerkunde" en het museum zijn gelegen aan de oever. Vandaag de dag is het dorpje een vakantieoord. Watersport zoals kanovaren en skiboten worden hier beoefend.  

## Geschiedenis
Het dorp is aangelegd in de jaren 1970 tijdens de bouw van de Vanderkloofdam (voorheen bekend als de: P.K. le Rouxdam) om de arbeiders betrokken bij de bouw van de dam te huisvesten. De meeste arbeiders zijn hier gebleven nadat de bouw van de dam was voltooid. De naam "Vanderkloof" ia afgeleid van de achternaam van Petrus J van der Walt, en een nabijgelegen kloof (ravijn). Het dorp heeft in 1980 gemeentelijke status verkregen.

## Subplaatsen
Het nationaal instituut voor de statistiek, Stats SA, deelt sinds de census 2011 deze hoofdplaats in in 2 zogenaamde subplaatsen (sub place):
Keurtjieskloof • Vanderkloof SP.